# Zoothera margaretae
El zorzal de San Cristóbal (Zoothera margaretae) es una especie de ave paseriforme de la familia Turdidae endémica de la isla de San Cristóbal, en el sur de las islas Salomón. Su hábitat natural son los bosques húmedos tropicales isleños. Está amenazado por la pérdida de hábitat.